# Marupiara castanea
Marupiara castanea là một loài bọ cánh cứng trong họ Cerambycidae.